# Tracap
Tracap is een bestuurslaag in het regentschap Wonosobo van de provincie Midden-Java, Indonesië. Tracap telt 2997 inwoners (volkstelling 2010).